# Hermann Sudermann

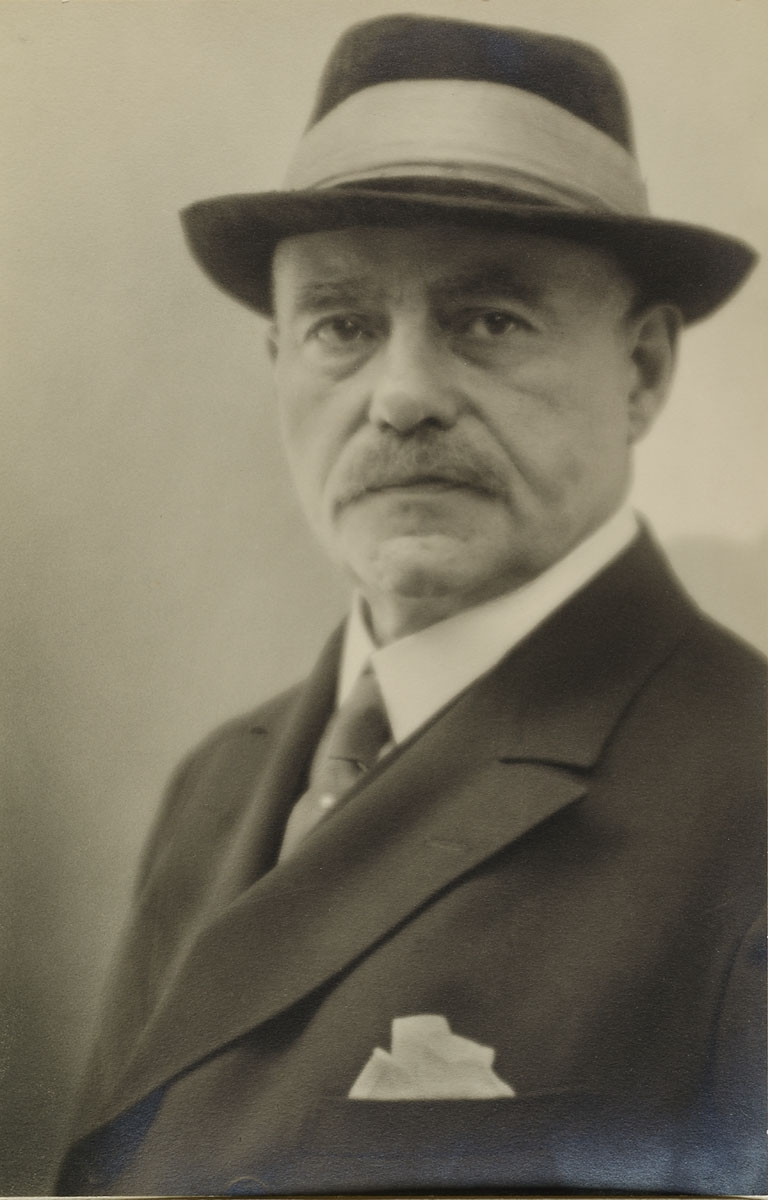
Hermann Sudermann kurz vor seinem Tod; Fotografie von Nicola Perscheid

Hermann Sudermann (* 30. September 1857 in Matzicken (Macikai), Kreis Heydekrug, Ostpreußen; † 21. November 1928 in Berlin) war ein deutscher Schriftsteller und Bühnenautor.

## Leben

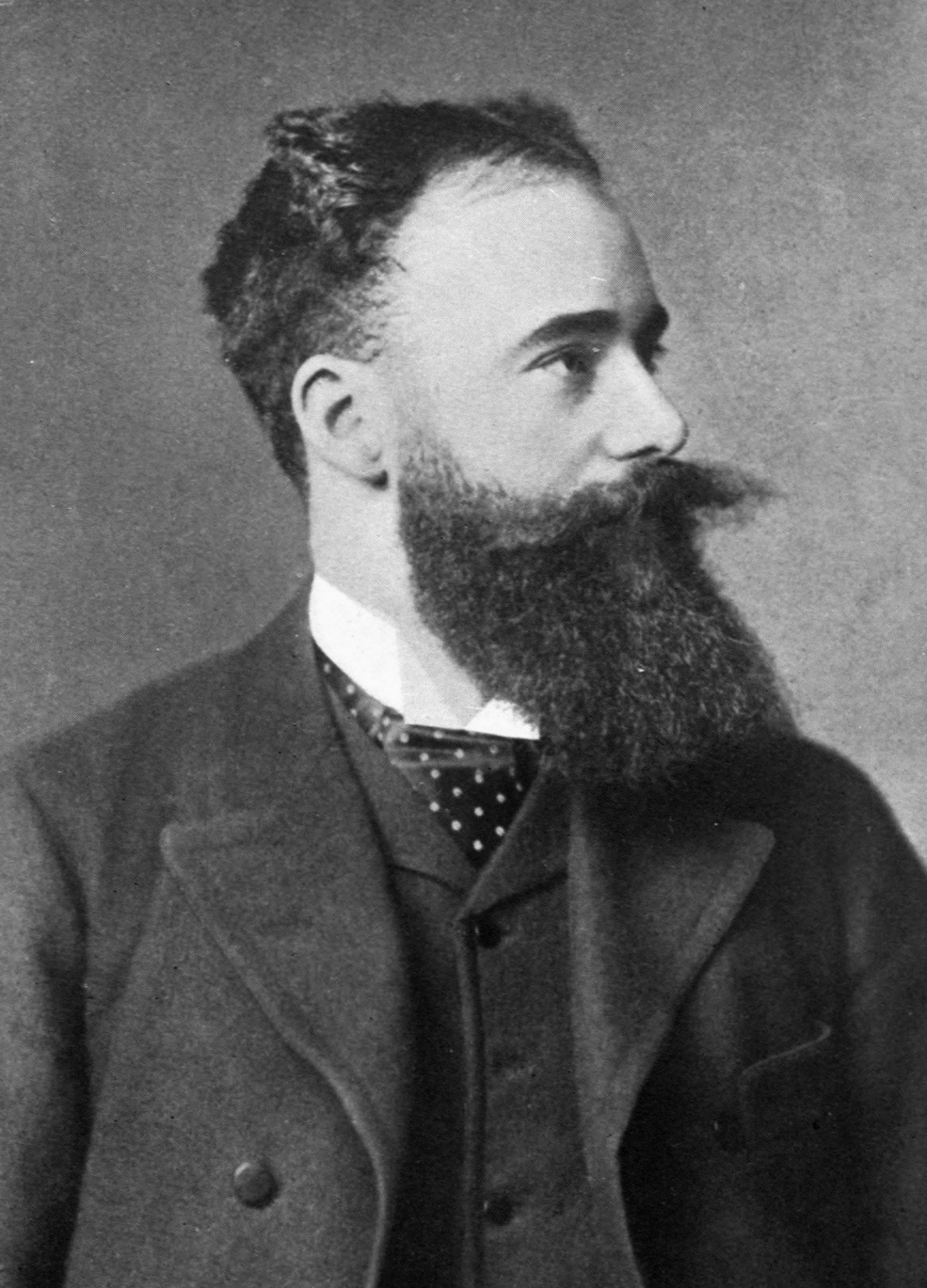
Hermann Sudermann, ca. 1896

Hermann Sudermann wurde als Sohn des Bauern und Bierbrauers Johann Sudermann und seiner Ehefrau Dorothea geb. Raabe geboren. Die Familie des Vaters stammte von niederländischen Mennoniten ab, die in das Weichseldelta eingewandert waren. Hermann besuchte die Volksschule in Heydekrug und die Realschule in Elbing, die er in der Obersekunda abbrach. Danach begann er eine Apothekerlehre, die er auf Grund von gesundheitlichen Problemen aufgeben musste. 1872 trat er in das Tilsiter Realgymnasium ein, an dem er 1875 die Reifeprüfung ablegte. Anschließend studierte er an der Albertus-Universität Königsberg Geschichte und Philosophie. Er wurde Mitglied der freien Landsmannschaft Littuania. 1877 wechselte er an die Berliner Friedrich-Wilhelms-Universität. Er hatte freilich finanzielle Probleme und wurde Hauslehrer der Söhne des Schriftstellers Hans Hopfen und eines Bankiers. Er brach das Studium ab und wechselte in die Journalistik, da seine Prosa- und Dramenversuche auf wenig Resonanz stießen.

### Journalist und Schriftsteller
1881 wurde er zunächst journalistischer Mitarbeiter der Liberalen Korrespondenz, danach Chefredakteur der liberalen Zeitung Das deutsche Reichsblatt in Berlin und 1882 Schriftleiter des Reichsfreunds, wo auch seine ersten Erzählungen publiziert wurden. 1891 heiratete er die verwitwete Schriftstellerin Clara Lauckner, die drei Kinder in die Ehe brachte, lebte in Königsberg, danach in Dresden, um sich 1895 endgültig in Berlin niederzulassen. Sein einziges leibliches Kind, die Tochter Hede, heiratete später den Lyriker und Publizisten Hans Frentz.

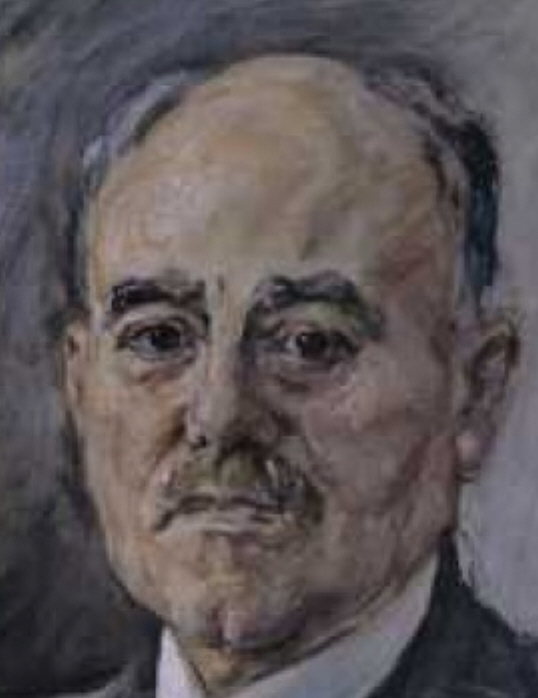
Hermann Sudermann. Ausschnitt aus einem Porträt von Max Slevogt, 1927

1900 wurde er Vorsitzender des Goethe-Bundes, der gegen die Verabschiedung der Lex Heinze durch den Deutschen Reichstag protestierte. Zu den mit ihm befreundeten Schriftstellern zählten Paul Heyse, Friedrich Spielhagen und Ludwig Fulda. Sudermann sammelte Gemälde und Skulpturen, unternahm Reisen nach Riva del Garda ins Sanatorium von Christoph Hartung von Hartungen, Ulten, Griechenland, Ägypten, in den Vorderen Orient und nach Indien.
Seit 1902 residierte der erfolgsverwöhnte Sudermann auf dem von ihm erworbenen Schloss mit großem Park des Landgutes Blankensee bei Trebbin. Das Schloss und den Park stattete er mit den Kunstgegenständen seiner Sammlung aus, darunter Stücke, die er von seinen Reisen mitgebracht hatte. 1909 erwarb er eine repräsentative Villa in der Bettinastraße 3 in Berlin-Grunewald, die er laut dort angebrachter Gedenktafel von 1916 bis zu seinem Tod als Stadtwohnung nutzte. Sein bevorzugter Wohnsitz blieb allerdings das Landgut Blankensee. Nach Sudermanns Tod übernahm die Sudermann-Stiftung die Grunewald-Villa und unterhielt dort eine Gedenkstätte für Sudermann. 2005 verkaufte die Stiftung das Haus wegen Geldmangels; die Besitztümer Sudermanns wurden im gleichen Jahr versteigert.

### Erster Weltkrieg und letzte Lebensphase
Von der nationalen Begeisterungswelle zu Beginn des Ersten Weltkrieges wurde auch Sudermann erfasst. Er verfertigte patriotische Lyrik und sammelte Spenden für durch Krieg in Not geratene Menschen. Zusammen mit Ludwig Fulda und Georg Reicke war er im Herbst 1914 einer der Verfasser des Aufrufs von 93 Gelehrten und Künstlern „An die Kulturwelt!“. Nach 1918 gehörte er zu den Gründern des „Bundes schaffender Künstler“, wurde aber als politischer Opportunist verteufelt. 1924 starb seine Frau, mit der er trotz aller Spannungen lange zusammengelebt hatte.
Hermann Sudermann starb im Alter von 71 Jahren an einer Lungenentzündung mit vorausgegangenem Schlaganfall. Nach seinem Testament gründeten sein Stiefsohn Rolf Lauckner und andere die Hermann-Sudermann-Stiftung, die bedürftige Autoren unterstützte.

## Werk
Sudermann hatte sich schon vor seinem Durchbruch als Dramatiker einen Namen als Erzähler gemacht. Mit seinen gesammelten Erzählungen Im Zwielicht (1886) orientierte er sich an Guy de Maupassant. Mit seinem ersten Roman Frau Sorge (1887), einem Bildungsroman mit Elementen eines Gesellschaftsromans, benannt nach einem Motiv aus Faust II, schloss er sich anscheinend der Schule Friedrich Spielhagens an. In seinem Roman Der Katzensteg (1890) wurden inszenierte Posen und mythische Überhöhung festgestellt sowie Beziehungen zu Gemälden wie Triton und Nereide von Arnold Böcklin hergestellt. Doch stecke dahinter mehr als stilistische Konvention, so der Literaturwissenschaftler Peter Sprengel, sondern Protest gegen klerikal verengtes Christentum. Der Erzähler Sudermann übte bis weit ins 20. Jahrhundert eine ambivalente Wirkung aus. Auf der einen Seite stand er im Verdacht der Trivialität; auf der anderen Seite erzählte er spannungsreich und mit einem sicheren Gespür für Effekte. Die aktuellen Bezüge und sein liberales Engagement stellen Sudermann zwar in die Nähe zur literarischen Moderne. Sein reflektierter, aber ungebrochener Umgang mit überlieferten literarischen Modellen, Klischees und Artefakten steigern jedoch das Pathos der Empfindung, das den Lesern vermittelt werden soll.

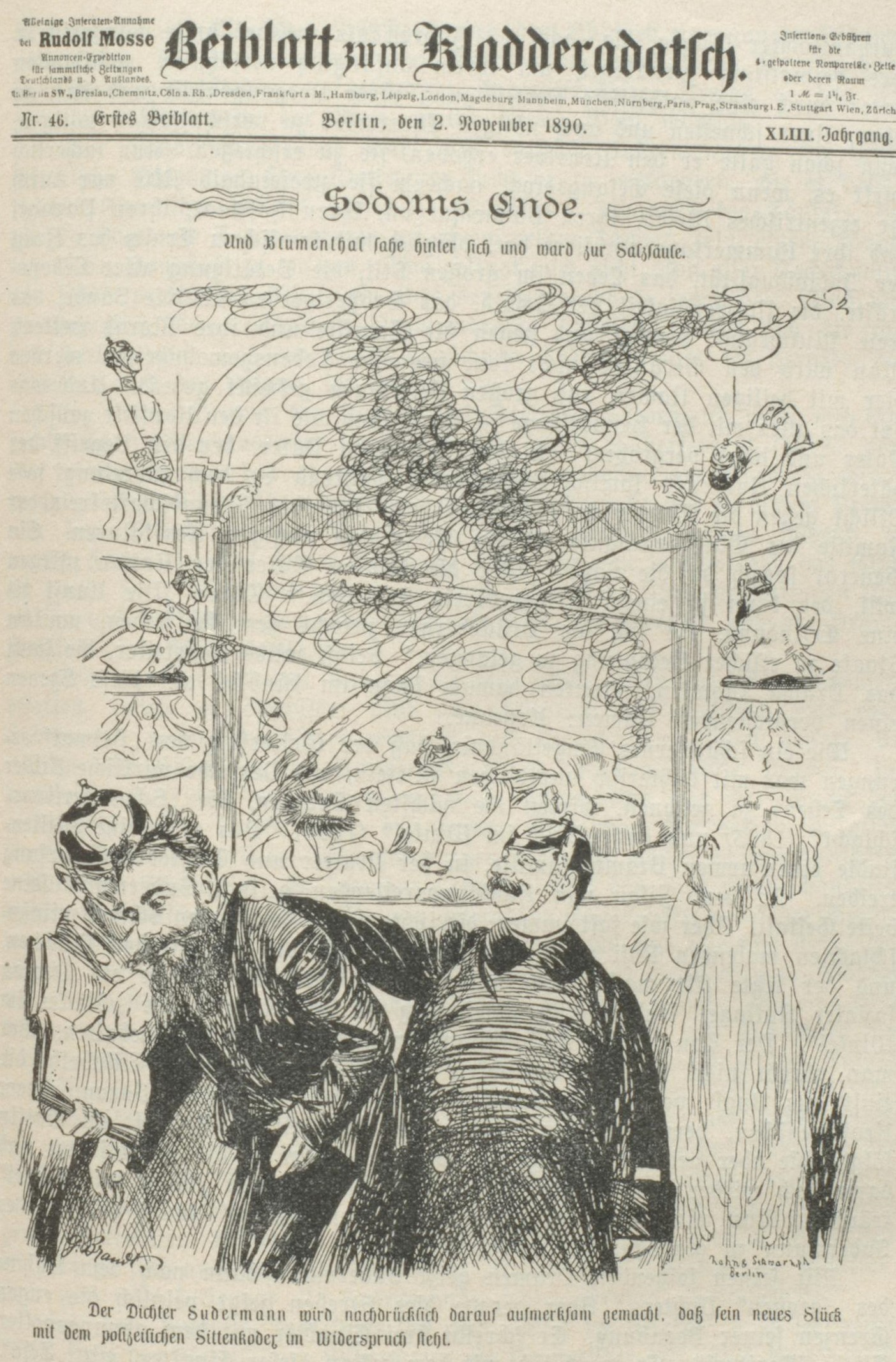
Gustav Brandt: Karikatur zu Sodoms Ende in Kladderadatsch (1890)

Sudermanns Drama Die Ehre wurde 1889 ein Sensationserfolg am Berliner Lessingtheater. Darin kontrastierte Sudermann den Ehrbegriff der Reichen mit dem der Armen und bildete die unterschiedlichen Wohnverhältnisse vom Berliner Bürgertum und dem Proletariat durch den Gegensatz von Vorderhaus und Hinterhaus ab. Das auch von der neu gegründeten Freien Volksbühne regelmäßig aufgeführte Stück begründete Sudermanns Ruf, neben Gerhart Hauptmann der bedeutendste Dramatiker des Naturalismus zu sein.
Die Uraufführung seines Künstlerdramas Sodoms Ende (1891) wurde vom Berliner Polizeipräsidenten Bernhard von Richthofen untersagt. Erst durch Intervention des Theaterleiters Oscar Blumenthal beim preußischen Innenminister Ernst Ludwig Herrfurth und nach kleineren Kürzungen wurde die Aufführung erlaubt. Allerdings nahm Kaiser Wilhelm II. Anstoß an dem Drama, setzte Herrfurth unter Druck und kündigte 1892 aus Protest seine Loge im Wallner-Theater, als das Stück dort aufgeführt werden sollte. In Kassel und München wurde das Stück verboten, in Bielefeld und Halle kam es zu öffentlichen Protesten Christlich-Konservativer.
Sudermanns erfolgreichstes Stück wurde Heimat (1893), die Geschichte einer jungen Frau, die sich den Heiratsplänen ihres Vaters widersetzt und als berühmte Opernsängerin in ihre Heimat zurückkehrt. Das Stück war nicht zuletzt in England und den USA populär, wo Sarah Bernhardt und Eleonora Duse mit der Hauptrolle bekannt wurden. Zeitgenössische Kritiker wie Maximilian Harden, Franz Mehring und Alfred Kerr warfen Sudermann jedoch vor, zu Gunsten von Bühnenwirksamkeit konventionelle Lösungen zu bevorzugen. Sudermann setzte sich 1902 mit seinen Kritikern auseinander (Die Verrohung der Theaterkritik) und hielt in seinen Dramen an den moralischen Idealen fest, die den Naturalismus um 1890 bestimmt hatten.
In seiner Heimat hatte er vor allem am Stadttheater von Elbing mit seinem Drama Das Glück im Winkel durchschlagenden Erfolg, wohl nicht zuletzt vor dem Hintergrund der von Paul Albert Glaeser-Wilken im Oktober 1910 dort geleiteten Aufführung, die sich an der dem Naturalismus verpflichteten Breslauer Aufführungspraxis orientierte.
Mit dem nachlassenden Erfolg seiner Dramatik widmete sich Sudermann verstärkt Prosaarbeiten, die an die Traditionen des Poetischen Realismus anknüpften und stärker heimatverbunden wirkten (Litauische Geschichten, 1917).

## Auszeichnungen/Ehrungen/Anerkennungen
Noch zu Lebzeiten erhielt Sudermann mehrere Ehrungen/Auszeichnungen o. ä.:
- 1873: Zuerkennung der „Schillerprämie“ (ein Exemplar des Gesamtwerkes des Dichters) vom „Schillerkomitee Tilsit“ für herausragende Schulleistungen an der „Städtischen Realschule erster Ordnung zu Tilsit“
- 1912: Verleihung des „Preußischen Kronenordens, 3. Klasse“ – von Kaiser Wilhelm II persönlich überreicht, (zur Anerkennung von Sudermanns Stellung und Tätigkeit in der Öffentlichkeit)
- 1918: Eisernes Kreuz 2. Klasse für die Wiederbelebung des von ihm gegründeten Goethebundes
- 1921: Ehrung Sudermanns durch Herausgabe von Notgeld der Stadt Heydekrug/Memelland mit Bildnis, Abbildung v. Geburtshaus und Gedichtstext von H. Sudermann.

Nach seinem Tode ehrten ihn Städte und Gemeinden mit Straßen, Denkmälern und Gebäuden bzw. Kultureinrichtungen o. ä. mit seinem Namen. Darunter befinden sich:
- Hermann Sudermann-Stiftung zur Unterstützung von bedürftigen Autoren mit Sitz in Berlin, die seit 2013 in Zusammenarbeit mit dem Deutschen Theater Berlin den Hermann-Sudermann-Preis verleiht
- Sudermann-Denkmal in Šilutė (Heydekrug), Litauen
- Sudermann-Museum[11] in der ehemaligen Brauerei des Guts Matzicken[12], die Sudermanns Eltern betrieben, in Macikai/Šilutė (Matzicken), Litauen.
- Gedenkkabinett im ehemaligen Arbeitszimmer im Sudermann-Schloss (Sudermann-Haus) in Blankensee/Trebbin[7]
- Gedenktafel am Haus Bettinastraße 3 in Berlin-Grunewald
- Ehrengrab der Stadt Berlin auf dem Friedhof Grunewald
- Hermann-Sudermann-Gymnasium Klaipėda (Memel)
- Via Hermann Sudermann, Riva del Garda
- Sudermannstraße, Bezirk Marzahn-Hellersdorf
- Sudermannstraße, Kamp-Lintfort
- Sudermannstraße in Cottbus-Ströbitz

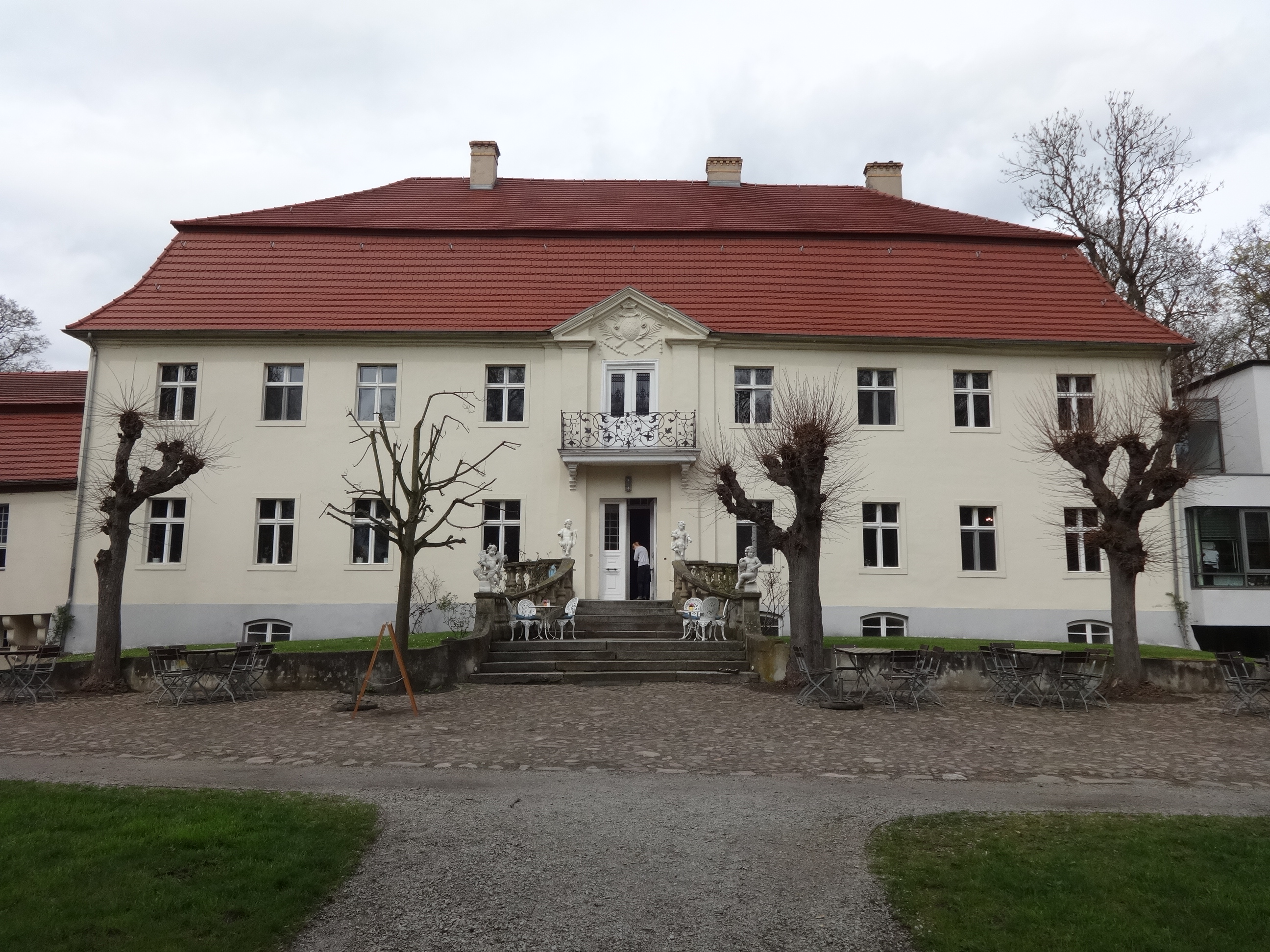
Sudermanns Schloss in Trebbin-Blankensee
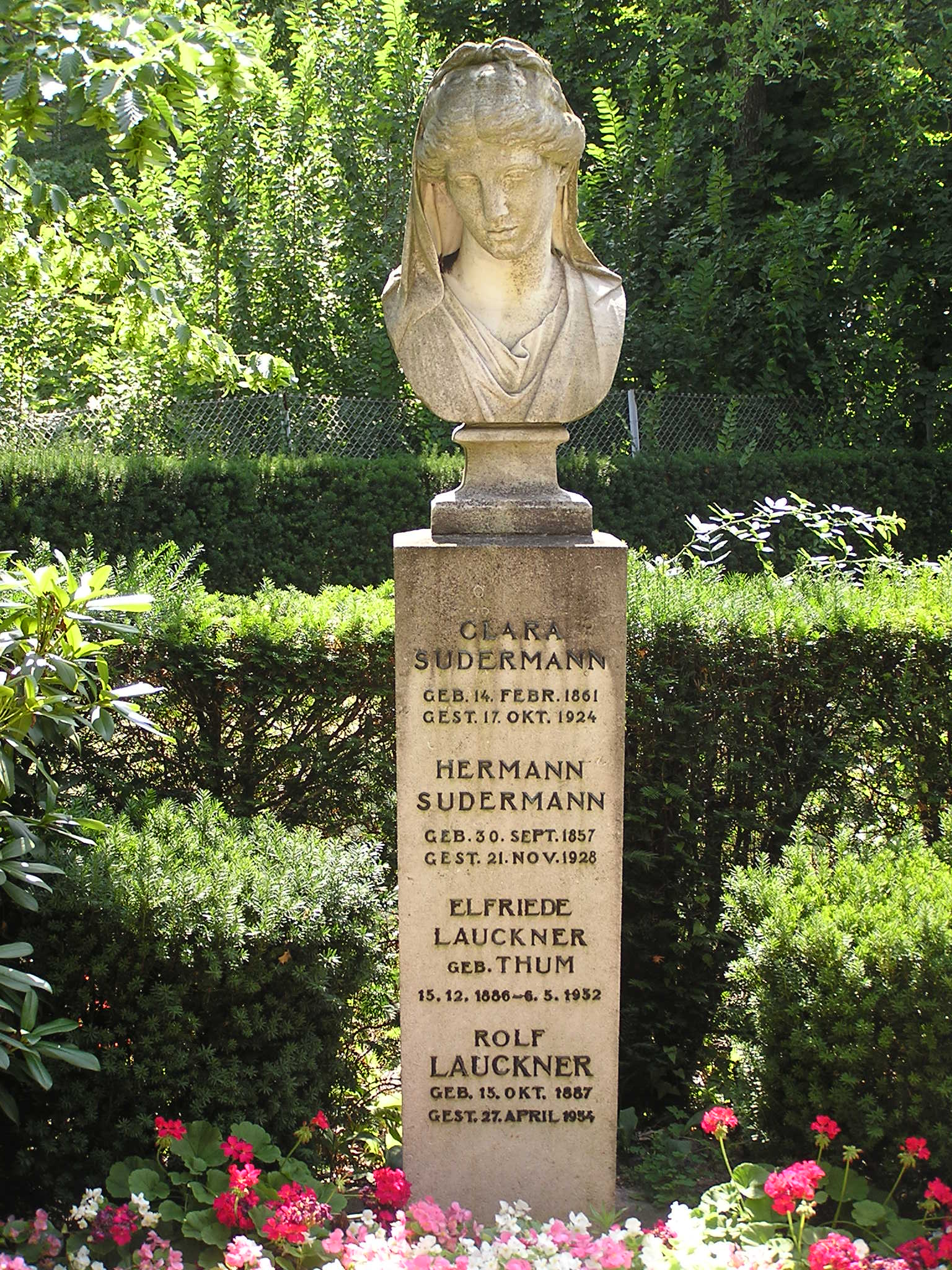
Die Grabstätte der Sudermanns auf dem Friedhof Grunewald.
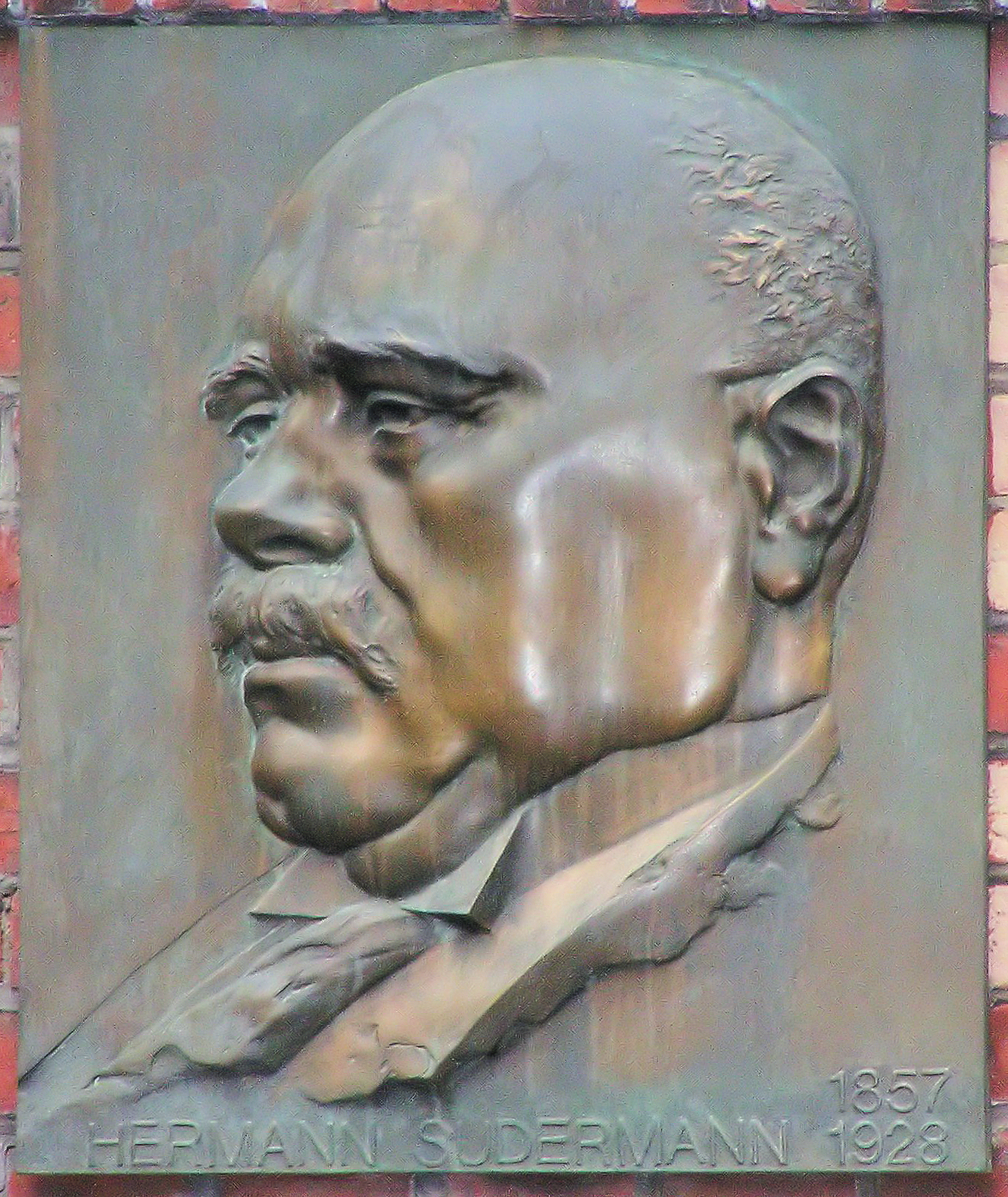
Gedenktafel am Wohnhaus Sudermanns in der Bettinastraße
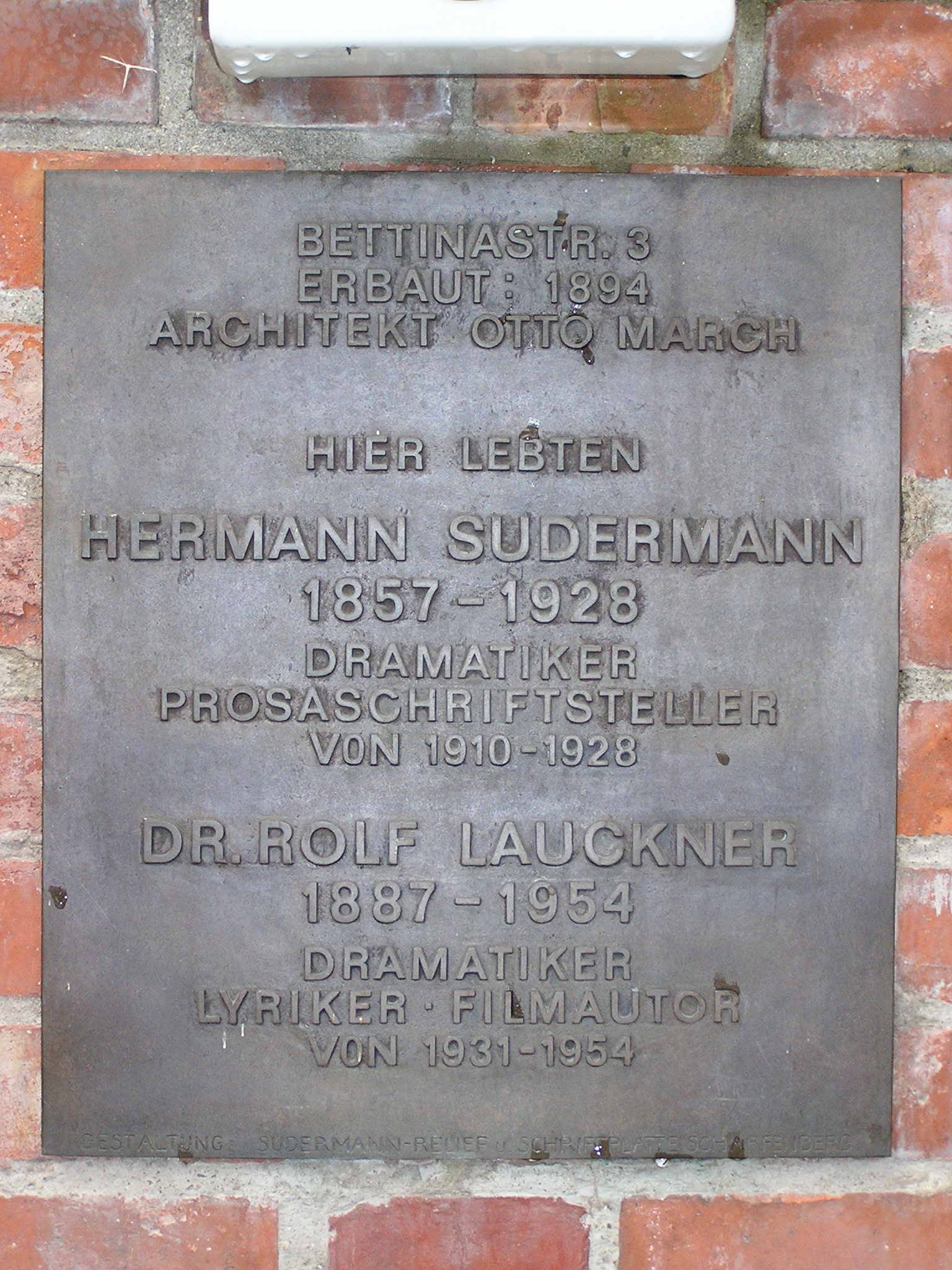
Gedenktafel für Hermann Sudermann und Rolf Lauckner am Haus Bettinastraße 3
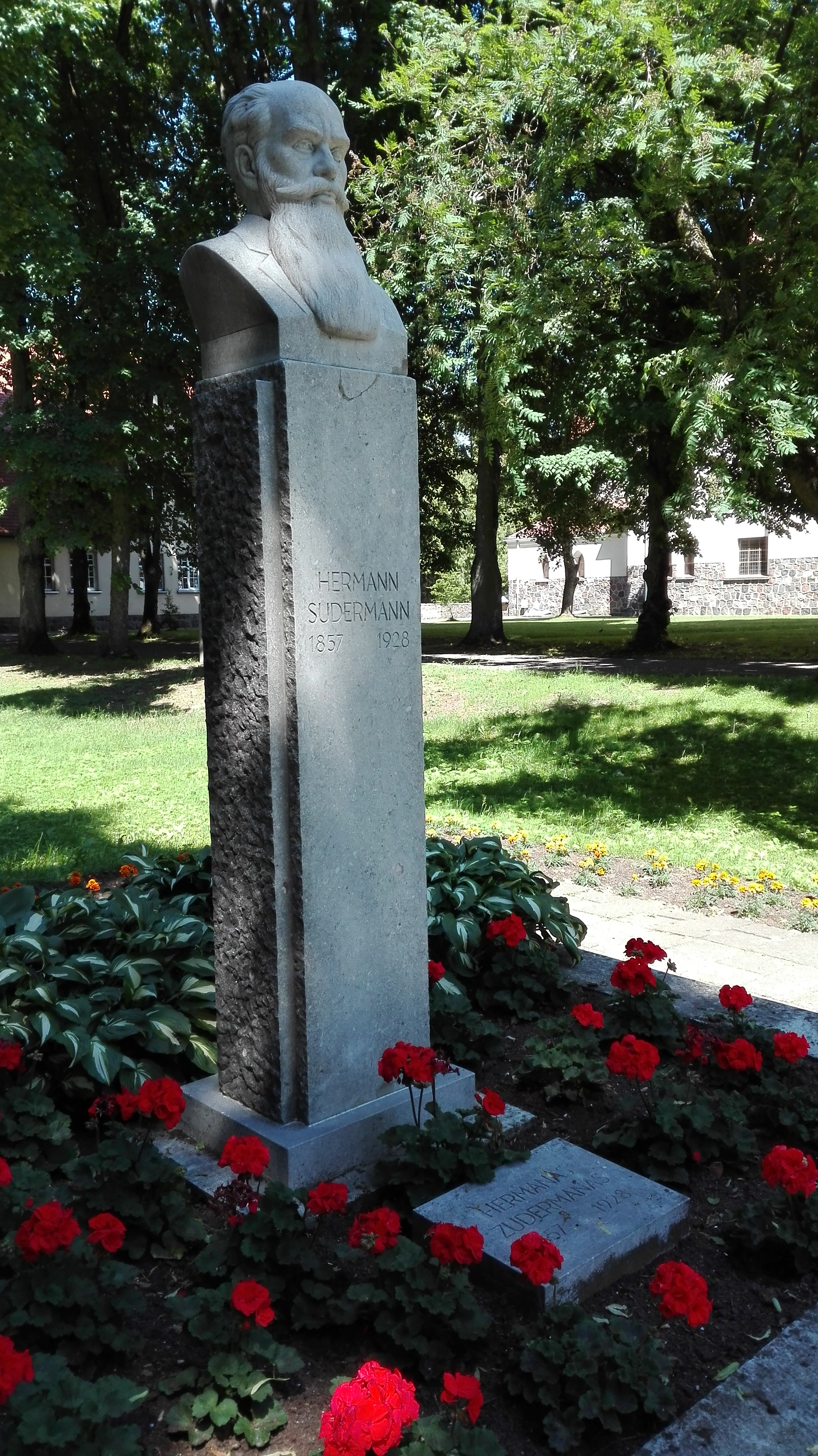
Denkmal für den Schriftsteller in Šilutė, Litauen

## Werke (Auswahl)

### Theaterstücke

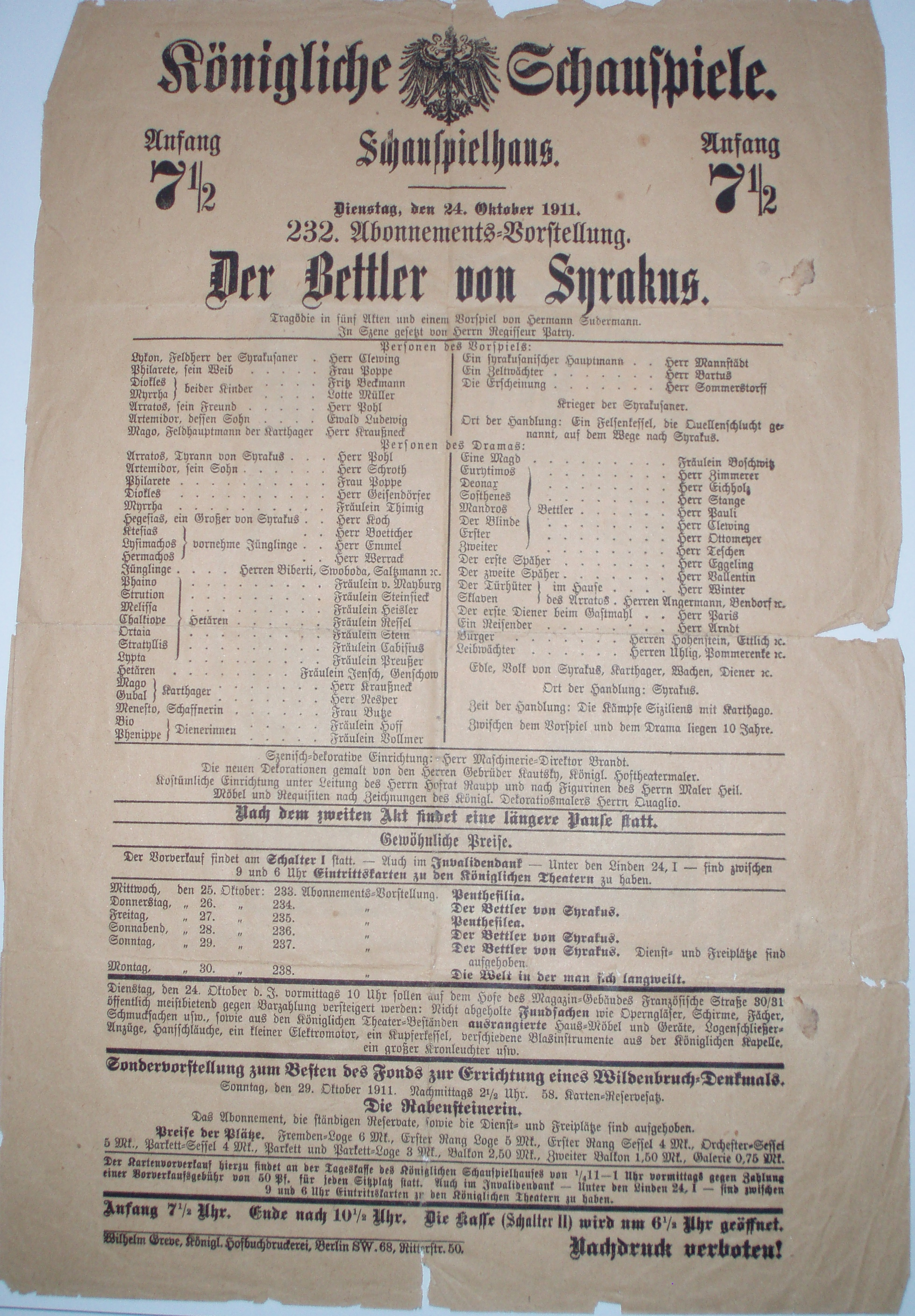
Der Bettler von Syrakus 1911

| Titel                                                                                                 | Premieren zu Lebzeiten                                | Vorstellungen | Buch- erscheinungs- jahr | Auflage in Tausend zu Lebzeiten |
| --- | ----------------------------------------------------- | ------------- | ------------------------ | ------------------------------- |
| Die Ehre (Drama)                                                                                      | 27. November 1889 Lessingtheater Berlin               | 98            | 1890                     | 65                              |
| Sodoms Ende (Künstlerdrama)                                                                           | 5. November 1890 Lessingtheater Berlin                | 43            | 1891                     | 31                              |
| Heimat (Schauspiel)                                                                                   | 7. Januar 1893 Lessingtheater Berlin                  | 78            | 1893                     | 59                              |
| Der Katzensteg (von Sudermann selbst dramatisierter Roman gleichen Titels)                            |                                                       |               |                          |                                 |
| Die Schmetterlingsschlacht (Komödie)                                                                  | 6. Oktober 1894 Lessingtheater Berlin                 | 21            | 21                       | 21                              |
| Die Schmetterlingsschlacht (Komödie)                                                                  | und Burgtheater Wien                                  | 21            | 1895                     | 15                              |
| Das Glück im Winkel (Schauspiel)                                                                      | 11. November 1895 Burgtheater Wien                    | 22            | 1896                     | 28                              |
| Morituri (Drei Einakter: Teja, Fritzchen, Das ewig Männliche)                                         | 3. Oktober 1896 Burgtheater Wien                      | 30            | 30                       | 30                              |
| Morituri (Drei Einakter: Teja, Fritzchen, Das ewig Männliche)                                         | und Deutsches Theater Berlin                          | 57            | 1896                     | 24                              |
| Johannes (Tragödie)                                                                                   | 15. Januar 1898 Deutsches Theater Berlin              | 79            | 79                       | 79                              |
| Johannes (Tragödie)                                                                                   | und Königliches Schauspielhaus Dresden                | 22            | 1897                     | 33                              |
| Die drei Reiherfedern (Dramatisches Gedicht)                                                          | 21. Januar 1899 Königliches Schauspielhaus Dresden    | 5             | 5                        | 5                               |
| Die drei Reiherfedern (Dramatisches Gedicht)                                                          | und Deutsches Theater Berlin                          | 13            | 13                       | 13                              |
| Die drei Reiherfedern (Dramatisches Gedicht)                                                          | und Königliches Hoftheater Stuttgart                  | 3             | 1898                     | 16                              |
| Johannisfeuer (Schauspiel)                                                                            | 5. Oktober 1900 Lessingtheater Berlin                 | 77            | 1900                     | 43                              |
| Es lebe das Leben (Drama)                                                                             | 1. Februar 1902 Deutsches Theater Berlin              | 83            | 1902                     | 29                              |
| Der Sturmgeselle Sokrates (Komödie)                                                                   | 3. Oktober 1903 Lessingtheater Berlin                 | 28            | 1903                     | 15                              |
| Stein unter Steinen (Schauspiel)                                                                      | 7. Oktober 1905 Lessingtheater Berlin                 | 48            | 1905                     | 19                              |
| Das Blumenboot (Schauspiel)                                                                           | 6. Oktober 1906 Lessingtheater Berlin                 | 49            | 49                       | 49                              |
| Das Blumenboot (Schauspiel)                                                                           | und Schauspielhaus Düsseldorf                         | 20            | 1905                     | 12                              |
| Rosen (vier Einakter: Die Lichtbänder, Margot, Der letzte Besuch und Ferne Prinzessin)                | 3. Oktober 1907 Burgtheater Wien                      | 11            | 11                       | 11                              |
| Rosen (vier Einakter: Die Lichtbänder, Margot, Der letzte Besuch und Ferne Prinzessin)                | und 26. Oktober 1907 Königliches Hoftheater Stuttgart | 2             | 1907                     | 10                              |
| Strandkinder (Schauspiel)                                                                             | 21. Dezember 1909 Königliches Schauspielhaus Berlin   | 45            | 1909                     | 10                              |
| Der Bettler von Syrakus (Tragödie)                                                                    | 19. Oktober 1911 Königliches Schauspielhaus Berlin    | 35            | 1911                     | 10                              |
| Der gute Ruf (Schauspiel)                                                                             | 7. Januar 1913 Deutsches Schauspielhaus Berlin        | 53            | 53                       | 53                              |
| Der gute Ruf (Schauspiel)                                                                             | und Schauspielhaus München                            | 12            | 1913                     | 1913                            |
| Die Lobgesänge des Claudian (Drama)                                                                   | 20. Januar 1914 Deutsches Schauspielhaus Hamburg      | 3             | 3                        | 3                               |
| Die entgötterte Welt (Dramenreihe: Die Freundin, Die gutgeschnittene Ecke und Das höhere Leben), 1915 |                                                       |               |                          |                                 |
| Die Raschhoffs (Drama)                                                                                | 18. Oktober 1919 Neues Schauspielhaus Königsberg      | 34            | 1920                     | 8                               |
| Das deutsche Schicksal (Vaterländische Dramenreihe: Heilige Zeit, Opfer und Notruf), 1920             |                                                       |               |                          |                                 |
| Wie die Träumenden (Schauspiel). 1922. U: 7. November 1922 Neues Schauspielhaus Königsberg            |                                                       |               |                          |                                 |
| Der Hasenfellhändler (Schauspiel), 1927                                                               |                                                       |               |                          |                                 |

### Erzählungen, Novellen, Romane
- Der Günstling der Präsidentin [Serie in Schroers Familienblatt], vor 1887
- Im Zwielicht. Zwölf zwanglose Geschichten, 1887 (archive.org) [Neudr. 1972 u.d.T. Das römische Bad Langen-Müller]
- Frau Sorge (Roman), 1887
- Der Katzensteg (Roman), 1890
- Jolanthes Hochzeit (Erzählung), 1892
- Es war (Roman), 1894
- Das Hohe Lied (Roman), 1908
- Die indische Lilie (sieben Erzählungen), 1911
- Litauische Geschichten (vier Erzählungen: Die Reise nach Tilsit, Miks Bumbullis, Jons und Erdme, Die Magd), 1917
- Wo der Strom stiller wird [Abbruch nach dem ersten Kapitel – Folgeband von Das Bilderbuch meiner Jugend], 1922
- Der tolle Professor (Roman), 1926
- Die Frau des Steffen Tromholt (Roman), 1927
- Purzelchen (Roman), 1928

### Sonstige Veröffentlichungen
- Verrohung in der Theaterkritik. Zeitgemäße Betrachtungen. 1902
- Das Bilderbuch meiner Jugend. 1922. DNB 577486888[Anm. 1]
- Im Paradies der Heimat. Geschichten aus der Ostmark. Paul Franke, Berlin 1928 u. ö.[Anm. 2][Anm. 3] Autor laut Inhaltserzeichnis dnb.

## Verfilmungen
- 1913: Die Sünden der Väter
- 1914: Die Geschichte der stillen Mühle
- 1915: Der Katzensteg (weitere Verfilmungen 1927, 1937 und 1974)
- 1924: Die Schmetterlingsschlacht
- 1924: Die Frau des Kommandeurs
- 1926: Es war
- 1927: Sonnenaufgang – Lied von zwei Menschen – nach der Novelle „Die Reise nach Tilsit“
- 1928: Frau Sorge
- 1929: Wonder of Women
- 1933: Das Hohe Lied
- 1938: Heimat
- 1939: Die Reise nach Tilsit
- 1939: Johannisfeuer
- 1942: Hochzeit auf Bärenhof – nach der Novelle „Jolanthes Hochzeit“
- 1954: … und ewig bleibt die Liebe – nach dem Bühnenstück „Johannisfeuer“
- 1959: Jons und Erdme
- 1969: Die Reise nach Tilsit (TV-Film mit Ruth Maria Kubitschek in einer der Hauptrollen)
- 1975: Der Katzensteg
- 1981: Reise ins Paradies – nach der Novelle „Die Reise nach Tilsit“